# Сухов, Николай Логинович

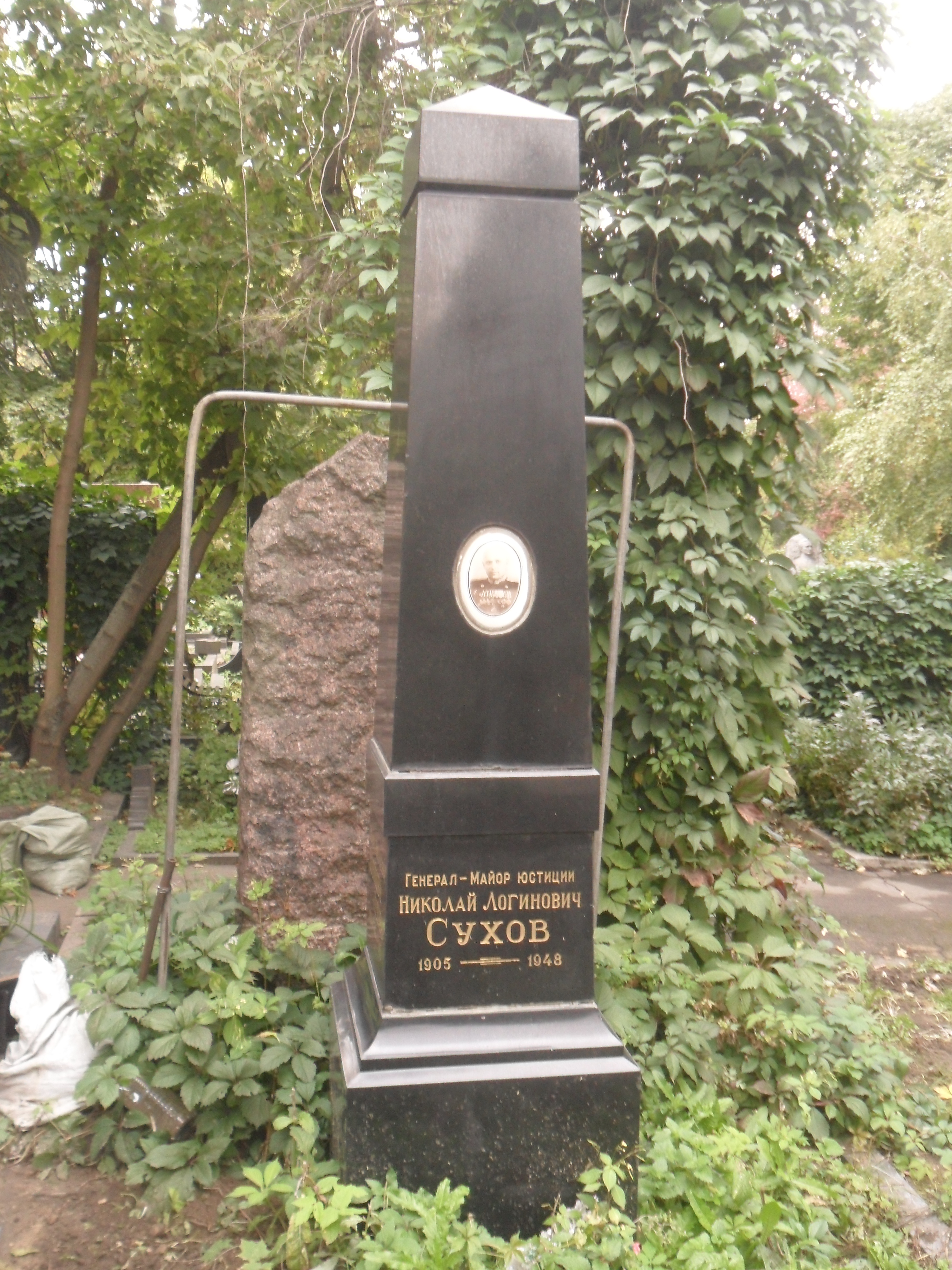
Могила Сухова на Новодевичьем кладбище Москвы.

Николай Логинович Сухов (1905—1948) — генерал-майор Советской Армии, участник Великой Отечественной войны.

## Биография
Николай Сухов родился 3 декабря 1905 года в деревне Новомихнево (ныне — Рамешковский район Тверской области). До призыва в армию работал в уездном комитете ВЛКСМ. В сентябре 1927 года Сухов был призван на службу в Рабоче-Крестьянскую Красную Армию.
Участвовал в Великой Отечественной войне, будучи военным прокурором 16-й армии, военным прокурором Волховского фронта, помощником военного прокурора Карельского фронта. 23 ноября 1941 года во время битвы за Москву Сухов был тяжело ранен в орбиту правого глаза. На своих должностях занимался следственной и профилактической работой.
После окончания войны Сухов продолжил службу в Советской Армии. с февраля 1946 года руководил Военно-юридической академией. Скончался 9 марта 1948 года, похоронен на Новодевичьем кладбище Москвы.
Был награждён тремя орденами Красного Знамени, двумя орденами Отечественной Войны, орденом Красной Звезды и рядом медалей.